# Іподром у Герасі
Іподром Гераси – монументальна споруда античного міста Гераса, котре передувало сучасному Джерашу (знаходиться за три з половиною десятки кілометрів на північ від столиці Йорданії Амману). Складова частина грандіозного комплексу руїн Гераси.

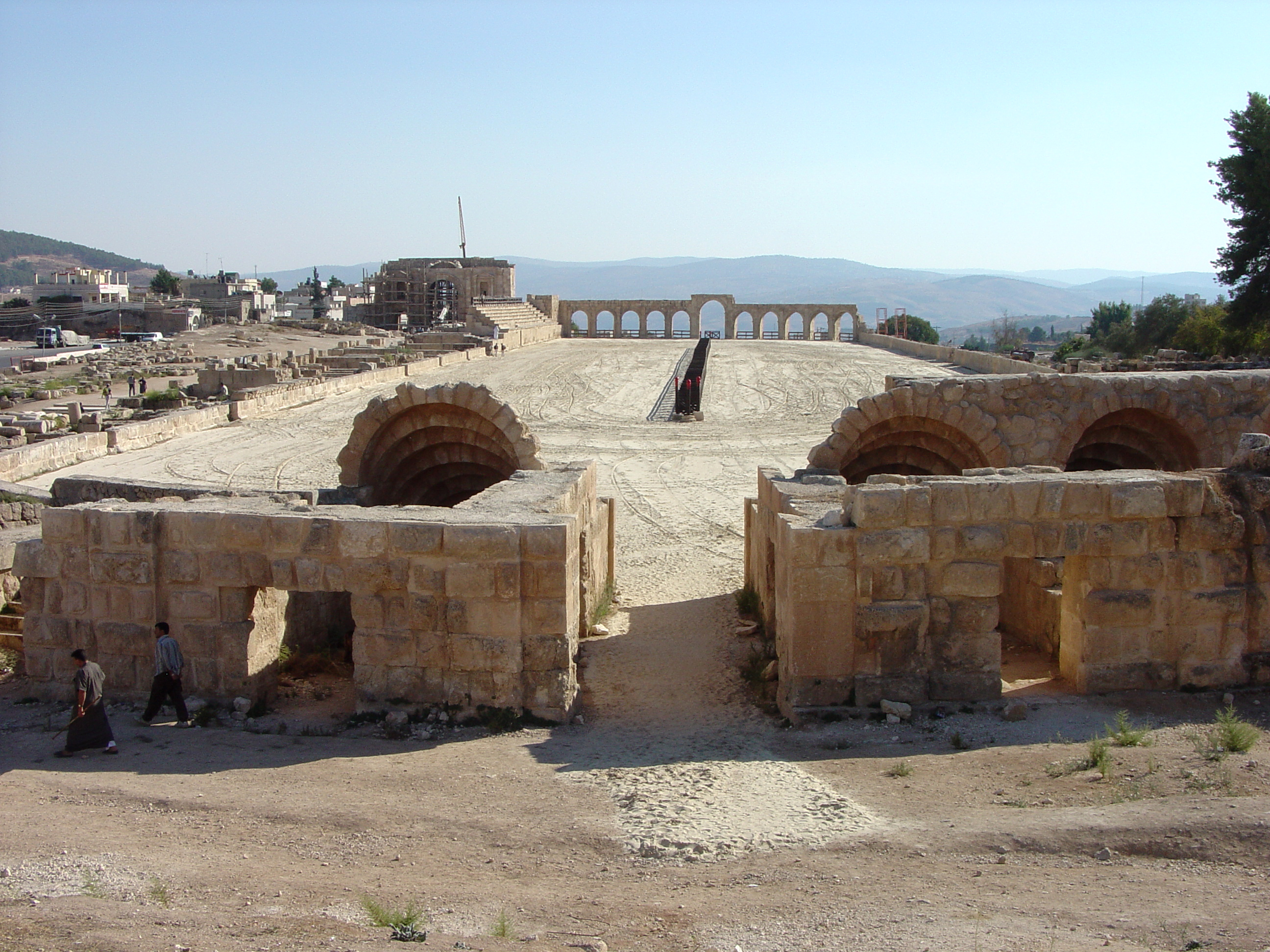
Вид на іподром з північної сторони

Іподром розташований уздовж дороги між Аркою Адріана та Південними воротами Гераси, тобто за межами її оборонного муру (археологічні дослідження встановили, що до його появи тут були каменярня та кладовище). Вважають, що споруду почали зводити за єдиним планом із зазначеною тільки що Аркою, тобто біля 130 року, коли під час своєї інспекційної поїздки східними провінціями місто відвідав імператор Адріан. На користь цього свідчить розташування іподрому паралельно осі дороги від Арки до воріт. Втім, також існують теорії щодо ранішого або пізнішого походження споруди.

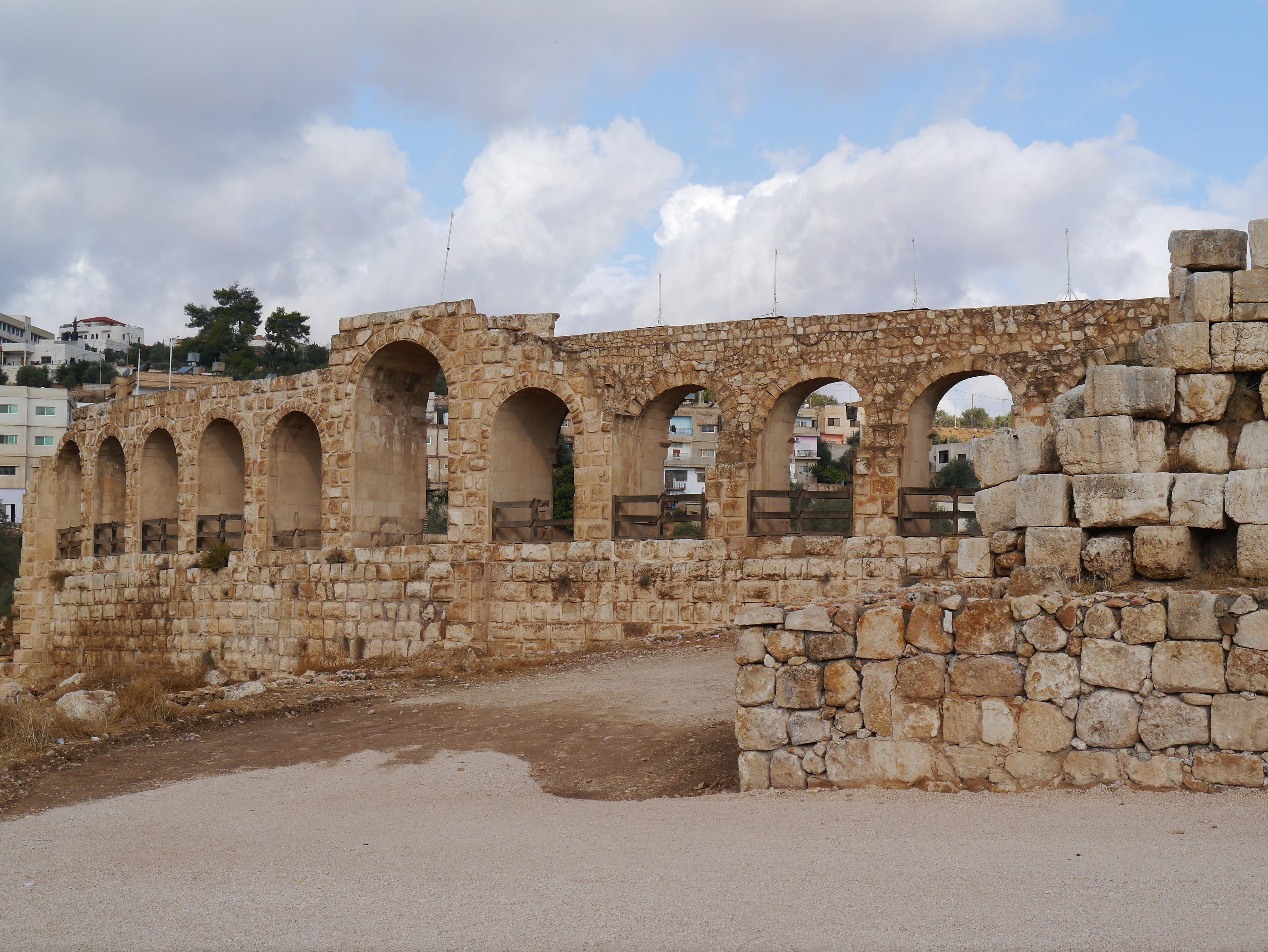
Південне завершення іподрому, вид ззовні

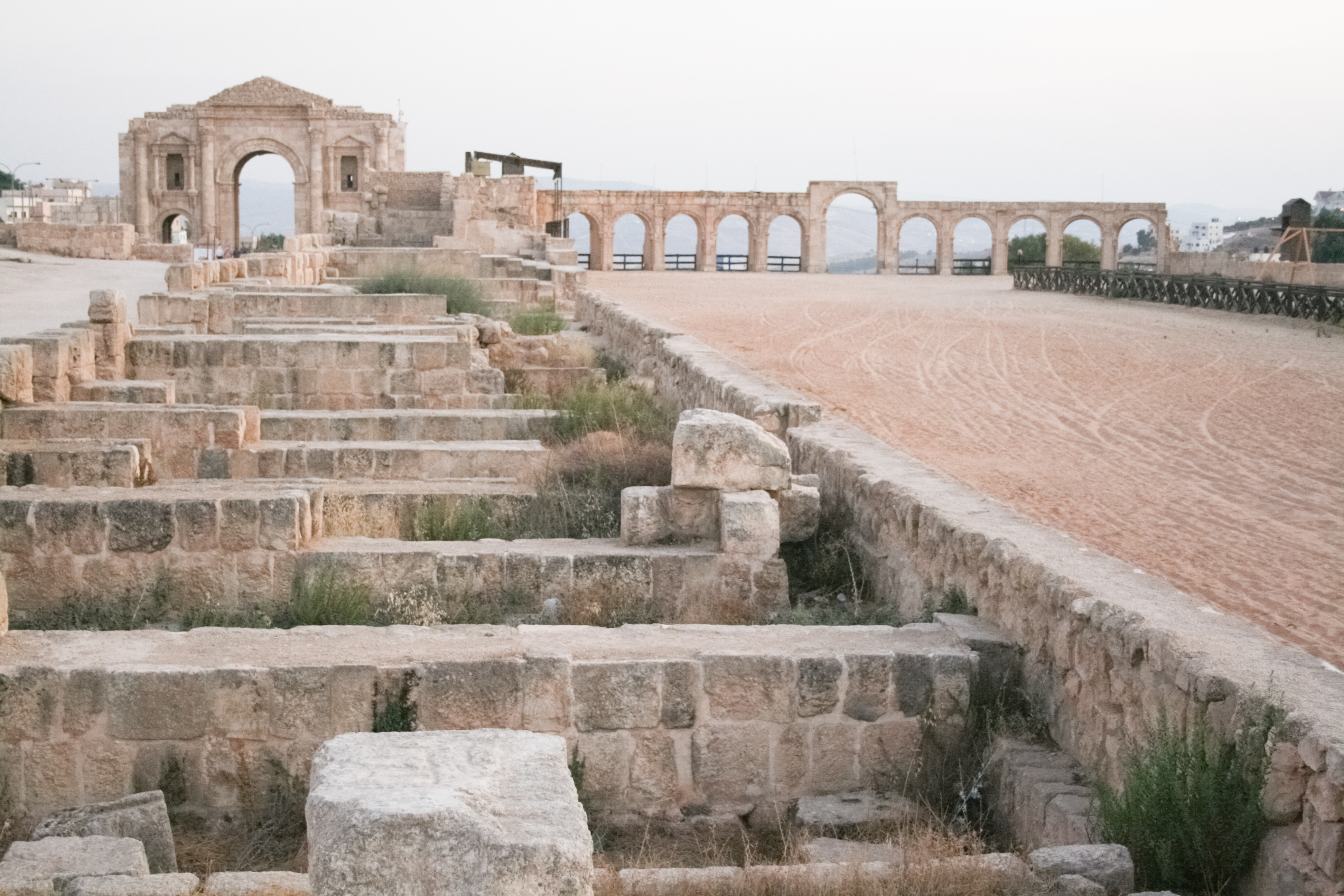
Конструкції, на які спирались відсутні тепер глядацькі трибуни

Маючи лише 244 метра у довжину (ширина від 49 до 51 метрів), герасенський іподром був одним з найменших об'єктів цього типу у римській імперії (зовнішні розміри, з урахуванням глядацьких трибун, становили 261х76 метрів). З двох бічних сторін арену оточували місця для глядачів – 16 рядів, котрі надавали можливість розміститись 15 тисячам осіб.
Споруда використовувалась як для перегонів, так і проведення змагань атлетів. Проте перемога християнства призвела у 4 столітті до припинення цих заходів. Натомість північне (обернене до основних споруд міста) завершення іподрому перетворили на невеликий амфітеатр, використавши для цього камені з більшої, тепер закинутої, частини споруди. Враховуючи етичні засади нової релігії, навряд чи амфітеатр використовували для боїв гладіаторів, швидше відбувались вистави із тваринами – бої з ними та/або демонстрація екзотичних видів.  
Цікавим є те, що хоча іподром більше не функціонував за прямим призначенням, до Гераси докотилась ранньовізантійська традиція суперництва «блакитних» та «зелених» фракцій (відомі широкому загалу передусім тим, що з виступу «зелених» на іподромі почалось константинопольське повстання «Ніка»).